# Château des Huttes
Le château des Huttes est l'ancienne demeure de la famille Pagès des Huttes, située à Polminhac dans le Cantal.
Situé sur les hautes terres, le long de l'ancienne route allant de Carlat  - Saint-Flour qui traversait les Montagnes d'Auvergne par le Plomb du Cantal (via Celtica), c'était le lieu d'un péage.
Il ne doit pas être confondu avec l'ancienne demeure urbaine de la famille Pagès des Huttes, qui est située dans le centre de Vic-sur-Cère au bord de la Route nationale 122.

## Descriptions
Maison de maître de la première moitié du XVIIe siècle, remaniée en 1797 et en 1809 ; l'écurie, accolée, porte la date 1700 mais a été surélevée au XXe siècle; 
Son corps de logis est rectangulaire, à un étage sur soubassement voûté, et sous comble, avec une tour d'angle sous toiture à croupes, et une tourelle à toit conique. Deux escaliers en maçonnerie sans jours : un à vis en œuvre, un tournant à retour.
Sa maçonnerie en moëleons de basalte et de tuf volcanique, sa couverture en lauzes.
Logis de ferme à pignon couvert et demi-croupe, portant la date 1787, à son extrémité Est (côté fournil) et la date 1873, sur une lauze (date de réfection de la couverture).
Granges-étables à demi croupes, couverture en ardoise en écailles. Celle du nord-ouest porte la date 1880 ; deux autres granges étables sont antérieures au cadastre de 1811, mais remaniées à la fin du XIXe siècle.
Autre fournil ou four à pain isolé, plan carré, pignons couverts et croupe ronde, couverture en tuile creuse; il existait à l'époque du cadastre de 1811.

## Historique
Lieu d'un ancien péage médiéval sur la  grande estrade du Cantal, souvent identifiée à la via Celtica, allant de Carlat au Plomb du Cantal.
Le village est mentionné en 1266 dans une reconnaissance de Guillaume de Vic au vicomte de Carlat.: medietatem de Mejanaserra de la Utas, et afarium de la Parania de las Utas. La même année, Bernard de Vic reconnaît à Carlat un tiers de la manse d'Arnaud des Huttes par indivis.
- En 1304, la manse des Huttes est possédée par un membre du prieuré de Jou, dépendant de celui de Lacroix-Barrez avec la basse justice, la haute et la moyenne étant réservée au vicomte de Carlat qui percevait sur lui 2 setiers d'avoine[1].

Les Huttes sont par la suite le domaine de la famille Pagès des Huttes, branche cadette de la famille Pagès, des seigneurs de Vixouze. En effet, Blaise Pagès, marié à Marguerite Teillard, fille de Jean et de Jeanne de Caldaguès, a eu au moins quatre enfants, dont :
- François Pagès, seigneur de Vixouze, conseiller du roi et son procureur au bailliage de Vic, qui épouse Jeanne Desistrières, dont il eut cinq enfants:
  - Rose Pagès ;
  - Henri Pagès, qui suit ;
  - Marguerite Pagès ;
  - Géraud Pagès des Huttes, chanoine d'Aurillac[2], propriétaires des huttes où il fit des embellissements.
- Henri Pagès, seigneur des Huttes, (1682 - 26 février 1757), avocat au parlement de Paris, conseiller, puis procureur du roi au bailliage de Vic, qui épousa le 14 juillet 1711 à Aurillac Jeanne Marie Cambefort, fille de Paul, seigneur de Tourtoulou, et de Philiberte de Leygonie, qui lui donna trois filles et deux garçons, dont :
- François Pagès des Huttes (1716 - 7 janvier 1793), seigneur des Huttes, capitoul de Toulouse, marié en 1746 à Mur-de-Barrez avec Antoinette-Marguerite de Verdier de Mandilhac (1726 - ), qui lui donna cinq garçons et une fille Toinette.
  - Jérôme Pagès dit Pagès d'Esclauzel, (1748 - 1820), garde du corps du roi dans la compagnie écossaise, marié en 1783 à Aurillac avec Marie-Marguerite Boudet, fille de Jean-François, secrétaire du roi et Catherine Rocher, qui lui donna deux filles et deux fils:
    - Catherine Pagès des Huttes (1784 - 1870), mariée le 15 février 1814  avec Jérôme-Marcellin de Verdier, (1759 - 1833), seigneur du château de Valon à Lacroix-Barrez, capitaine de dragons, veuf de Jeanne Delpech del Perié, fils de Guillaume de Verdier, seigneur de Mandilhac, trésorier de France, et de Marie Gaches de Venzac ;
    - Marguerite Pagès des Huttes (1787 -), mariée le 13 mai 1787 avec Jean-Gabriel de Latapie de Balaguier, capitaine de cavalerie, chevalier de Saint-Louis
    - Jean-François Pagès, qui suit;
    - R.J., (grand-père ?) de Paule Pagès des Huttes, mariée en 1922 à  H. Louis Rabino (1877 - 1950), consul général d'Angleterre à Smyrne, fils de F. Joseph Rabino di Borgomale, directeur général de la banque impériale de Perse.

  - Henry Pagès des Huttes (1752 -)
  - Jean-François Pagès, dit le Chevalier des Huttes (1753 - Versailles 5 octobre 1789), garde du corps de la reine, il est tué en la défendant à Versailles.
  - Jacques Antoine Pagès de La Valette (1763 - 1833), chevalier de Saint-Louis.
- Jean-François Pagès des Huttes (1785 - Vic-sur-Cère 1829), marié en 1821 avec Delphine Delrieu (1776 1851), fille de Guillaume et d'Elisabeth Viallard[3], sans descendants.
- Marguerite Pagès des Huttes, sa sœur, s'est mariée en 1813 avec Jean Latapie de Balaguier, chevalier de Saint-Louis, auquel elle a donné plusieurs enfants, Firmin, Félix et une fille :
- Marie Latapie de Balaguier, mariée à Vic avec Joseph de La Garde de Saignes, fils de René de La Garde de Saignes, ancien officier des Haras, et de Victoire de L'Enfernat, auquel elle donna une fille et quatre garçons.

Le domaine des Huttes est acheté par Jean Saphary (1796-1865), professeur de philosophie, membre de la société cantalienne.

## Armes, blason, devises
Jean-François Pagès des Huttes, anobli par le capitoulat en 1758: "D'argent à une coquille de sable" (reprend les armes de François-Xavier Pagès de Vixouze, conseiller du roi au présidial d'Aurillac, enregistrées en 1696 dans l'Armorial de France d'Hozier).

## Visites
Le château ne se visite pas.